# Innocente (album)
| Recensione | Giudizio |
| ---------- | -------- |
| Rockol     | 7/10     |

Innocente è il secondo album in studio del rapper italiano Baby Gang, pubblicato il 26 maggio 2023.

## Tracce
1. Cella 4 – 3:06 (musica: 2nd Roof)
2. Napoletano – 2:12 (musica: 2nd Roof)
3. Que Lo Ke – 3:03 (musica: Bobo)
4. Tony Montana (feat. Guè) – 2:27 (musica: Bobo)
5. Gustavo (feat. Lacrim) – 2:10 (musica: FT Kings)
6. Barrio – 3:06 (musica: Bobo)
7. Come Mai (feat. Emis Killa) – 3:23 (musica: Bobo)
8. Mama Africa (feat. Rondodasosa) – 3:23 (musica: Bobo)
9. Amigo (feat. Elai) – 2:48 (musica: Bobo)
10. Freestyle 2 – 2:27 (musica: Bobo)
11. Pussy – 2:47 (musica: Bobo)
12. Reggaeton (feat. Baby K) – 2:57 (musica: Bobo)
13. Tiffany (feat. Ghali) – 3:37 (musica: Bobo)
14. Restare (feat. Lazza) – 3:46

### Tracce della Deluxe Edition
1. Seconda Generazione (musica: Higashi)
2. Mocro Mafia (feat. Maes)
3. Libertad (feat. Morad)
4. Bentley (feat. Simba La Rue, J Lord)
5. Schumacher
6. Boite (feat. Jul)
7. Napoletano RMX (feat. SLF)

## Classifiche

### Classifiche settimanali
| Classifica (2023) | Posizione massima |
| ----------------- | ----------------- |
| Italia            | 2                 |

### Classifiche di fine anno
| Classifica (2023) | Posizione |
| ----------------- | --------- |
| Italia            | 29        |
| Classifica (2024) | Posizione |
| Italia            | 91        |